# الطواف النسائي للاتحاد الدولي لكرة المضرب – 2014 (أكتوبر–ديسمبر)
الطواف النسائي للاتحاد الدولي لكرة المضرب هي نسخة عام 2014 من الجولة الثانية في لعبة كرة المضرب للمحترفات. تنظمها الاتحاد الدولي لكرة المضرب وهي درجة أقل من جولة رابطة محترفات التنس. يتضمن الطواف العالمي لكرة المضرب النسائية برعاية الاتحاد الدولي لكرة المضرب بطولات بجوائز مالية تتراوح من $15،000 إلى $100،000.

## المواسم
| مواسم الطواف العالمي لكرة المضرب النسائية برعاية الاتحاد الدولي لكرة المضرب | مواسم الطواف العالمي لكرة المضرب النسائية برعاية الاتحاد الدولي لكرة المضرب | مواسم الطواف العالمي لكرة المضرب النسائية برعاية الاتحاد الدولي لكرة المضرب | مواسم الطواف العالمي لكرة المضرب النسائية برعاية الاتحاد الدولي لكرة المضرب | مواسم الطواف العالمي لكرة المضرب النسائية برعاية الاتحاد الدولي لكرة المضرب | مواسم الطواف العالمي لكرة المضرب النسائية برعاية الاتحاد الدولي لكرة المضرب | مواسم الطواف العالمي لكرة المضرب النسائية برعاية الاتحاد الدولي لكرة المضرب | مواسم الطواف العالمي لكرة المضرب النسائية برعاية الاتحاد الدولي لكرة المضرب | مواسم الطواف العالمي لكرة المضرب النسائية برعاية الاتحاد الدولي لكرة المضرب | مواسم الطواف العالمي لكرة المضرب النسائية برعاية الاتحاد الدولي لكرة المضرب |
| تسعينيات القرن العشرين                                                      | تسعينيات القرن العشرين                                                      | تسعينيات القرن العشرين                                                      | تسعينيات القرن العشرين                                                      | تسعينيات القرن العشرين                                                      | تسعينيات القرن العشرين                                                      | تسعينيات القرن العشرين                                                      | تسعينيات القرن العشرين                                                      | تسعينيات القرن العشرين                                                      | تسعينيات القرن العشرين                                                      |
| --------------------------------------------------------------------------- | --------------------------------------------------------------------------- | --------------------------------------------------------------------------- | --------------------------------------------------------------------------- | --------------------------------------------------------------------------- | --------------------------------------------------------------------------- | --------------------------------------------------------------------------- | --------------------------------------------------------------------------- | --------------------------------------------------------------------------- | --------------------------------------------------------------------------- |
| 1994                                                                        | 1995                                                                        | 1995                                                                        | 1996                                                                        | 1997                                                                        | 1998                                                                        | 1999                                                                        |                                                                             |                                                                             |                                                                             |
| العقد الأول من القرن 21                                                     |                                                                             |                                                                             |                                                                             |                                                                             |                                                                             |                                                                             |                                                                             |                                                                             |                                                                             |
| 2000                                                                        | 2001                                                                        | 2002                                                                        | 2003                                                                        | 2004                                                                        | 2005                                                                        | 2006                                                                        | 2007                                                                        | 2008 الربع الأول · الربع الثاني · الربع الثالث                              | 2009                                                                        |
| العقد الثاني من القرن 21                                                    |                                                                             |                                                                             |                                                                             |                                                                             |                                                                             |                                                                             |                                                                             |                                                                             |                                                                             |
| 2010 الربع الأول · الربع الثاني · الربع الثالث · الربع الرابع               | 2011 الربع الأول · الربع الثاني · الربع الثالث · الربع الرابع               | 2012 الربع الأول · الربع الثاني · الربع الثالث · الربع الرابع               | 2013 الربع الأول · الربع الثاني · الربع الثالث · الربع الرابع               | 2014 الربع الأول · الربع الثاني · الربع الثالث · الربع الرابع               | 2015 الربع الأول · الربع الثاني · الربع الثالث · الربع الرابع               | 2016 الربع الأول · الربع الثاني · الربع الثالث · الربع الرابع               | 2017 الربع الأول · الربع الثاني · الربع الثالث · الربع الرابع               | 2018 الربع الأول · الربع الثاني · الربع الثالث · الربع الرابع               | 2019 الربع الأول · الربع الثاني · الربع الثالث · الربع الرابع               |
| العقد الثالث من القرن 21                                                    |                                                                             |                                                                             |                                                                             |                                                                             |                                                                             |                                                                             |                                                                             |                                                                             |                                                                             |
| 2020 الربع الأول · الربع الثاني · الربع الثالث · الربع الرابع               | 2021 الربع الأول · الربع الثاني · الربع الثالث · الربع الرابع               | 2022 الربع الأول · الربع الثاني · الربع الثالث · الربع الرابع               | 2023 الربع الأول · الربع الثاني · الربع الثالث · الربع الرابع               | 2024 الربع الأول · الربع الثاني · الربع الثالث · الربع الرابع               | 2025 الربع الأول · الربع الثاني · الربع الثالث · الربع الرابع               |                                                                             |                                                                             |                                                                             |                                                                             |

## المفتاح
| الفئات      | القيمة المالية |
| بطولات W100 | $100,000       |
| بطولات W75  | $75,000        |
| بطولات W50  | $50,000        |
| بطولات W25  | $25,000        |
| بطولات W15  | $15,000        |
| بطولات W10  | $10,000        |

## الأشهر

### أكتوبر
| الأسبوع   | البطولة | الفائزات                                                      | الوصيفات                              | المتأهلات لنصف النهائي                | المتأهلات لربع النهائي                                                     |
| --------- | --- | ------------------------------------------------------------- | ------------------------------------- | ------------------------------------- | -------------------------------------------------------------------------- |
| 6 أكتوبر  | إنترناسيونال فيمينيل مونتيري مونتيري، المكسيك ملعب صلب $50،000 الفردي - الزوجي                                  | أن صوفي ميستاتش 6–3، 7–5                                      | لورديس دومينغيز لينو                  | جوليا غلوشكو باتريسيا ماريا تيغ       | إيرينا فالكوني ألكسندرا كادانتو ماريانا دوك ناستجا كولار                   |
| 6 أكتوبر  | إنترناسيونال فيمينيل مونتيري مونتيري، المكسيك ملعب صلب $50،000 الفردي - الزوجي                                  | لورديس دومينغيز لينو ماريانا دوك 6–3، 7–6(7–4)                | اليسي ميرتنز أرانتشا روس              | جوليا غلوشكو باتريسيا ماريا تيغ       | إيرينا فالكوني ألكسندرا كادانتو ماريانا دوك ناستجا كولار                   |
| 6 أكتوبر  | بانكوك، تايلاند ملعب صلب $25،000 قرعة المباريات الفردية والزوجية                                                | داريا جافريلوفا 7–6(7–4)، 6–3                                 | سابينا شاريبوفا                       | فاراتشايا وونجتينتشاي مونيك أدامكزاك  | نيشا ليرتبيتاكسينتشاي بينجتارن بليبويتش ليسلي كيركوف لو جياجينغ            |
| 6 أكتوبر  | بانكوك، تايلاند ملعب صلب $25،000 قرعة المباريات الفردية والزوجية                                                | ليو تشانغ لو جياجينغ 6–4، 6–3                                 | داريا جافريلوفا إيرينا خروماتشيفا     | فاراتشايا وونجتينتشاي مونيك أدامكزاك  | نيشا ليرتبيتاكسينتشاي بينجتارن بليبويتش ليسلي كيركوف لو جياجينغ            |
| 6 أكتوبر  | روك هيل، الولايات المتحدة ملعب صلب $25،000 قرعة المباريات الفردية والزوجية                                      | سيسي بيليس 6–4، 6–0                                           | لورين إمبري                           | نينا تساندر ديسبينا باباميتشايل       | شارون فيشمان سيندي برغر ساناز ماراند شانيل سيموندز                         |
| 6 أكتوبر  | روك هيل، الولايات المتحدة ملعب صلب $25،000 قرعة المباريات الفردية والزوجية                                      | سيندي برغر شارون فيشمان 4–6، 6–1، [10–6]                      | ديسبينا باباميتشايل جانينا تولين      | نينا تساندر ديسبينا باباميتشايل       | شارون فيشمان سيندي برغر ساناز ماراند شانيل سيموندز                         |
| 6 أكتوبر  | كيرنز (ولاية كوينزلاند)، أستراليا ملعب صلب $15،000 قرعة المباريات الفردية والزوجية                              | آياكا أوكونو 6–1، 7–5                                         | إلين ألجروين                          | ماي مينوكوشي كريس رايان               | أشلينغ سومرن مانا أيوكاوا بريسيلا هون أليسون باي                           |
| 6 أكتوبر  | كيرنز (ولاية كوينزلاند)، أستراليا ملعب صلب $15،000 قرعة المباريات الفردية والزوجية                              | جيسيكا مور آبي مايرز 6–2، 6–2                                 | أليسون باي آياكا أوكونو               | ماي مينوكوشي كريس رايان               | أشلينغ سومرن مانا أيوكاوا بريسيلا هون أليسون باي                           |
| 6 أكتوبر  | ألبينا، بلغاريا ملعب ترابي $10،000 قرعة المباريات الفردية والزوجية                                              | بيرنيلا ميندسوفا 7–5، 6–2                                     | كارولينا ستشلا                        | لينكا كونشيكوفا تانيا رايكوفا         | نيكولا جوير جوليا ستاماتوفا إلينا جيتشيفا سيمونا يونيسكو                   |
| 6 أكتوبر  | ألبينا، بلغاريا ملعب ترابي $10،000 قرعة المباريات الفردية والزوجية                                              | لينكا كونشيكوفا كارولينا ستوخلا 6–2، 6–4                      | جوليا هيلبت إيزابيلا شنيكوفا          | لينكا كونشيكوفا تانيا رايكوفا         | نيكولا جوير جوليا ستاماتوفا إلينا جيتشيفا سيمونا يونيسكو                   |
| 6 أكتوبر  | شرم الشيخ، مصر ملعب صلب 10،000 دولار قرعة المباريات الفردية والزوجية                                            | نوريا باريزاس دياث 6–4، 6–3                                   | فوجسلافا لوكيتش                       | جيورجيا بينتو ميليس سيزر              | إيدن سيلفا وانغ شياو ماريانا زاكارليوك إينيس مورتا                         |
| 6 أكتوبر  | شرم الشيخ، مصر ملعب صلب 10،000 دولار قرعة المباريات الفردية والزوجية                                            | شارمادا بالو وانغ شياو 7–5، 2–6، [11–9]                       | هارييت دارت إيدن سيلفا                | جيورجيا بينتو ميليس سيزر              | إيدن سيلفا وانغ شياو ماريانا زاكارليوك إينيس مورتا                         |
| 6 أكتوبر  | سانتا مارغريتا دي بولا، إيطاليا ملعب ترابي 10،000 دولار قرعة المباريات الفردية والزوجية                         | كلوديا جيوفين 6–3، 6–3                                        | جانكي ويككرينك                        | ألكسندرا نانكارو يلينا سيميتش         | آن شيفر آنا كلاسون شارلوت كلاسون جايد سوفرن                                |
| 6 أكتوبر  | سانتا مارغريتا دي بولا، إيطاليا ملعب ترابي 10،000 دولار قرعة المباريات الفردية والزوجية                         | ليزا سابينو آن شيفر 6–4، 5–7، [10–6]                          | آنا كلاسون شارلوت كلاسون              | ألكسندرا نانكارو يلينا سيميتش         | آن شيفر آنا كلاسون شارلوت كلاسون جايد سوفرن                                |
| 6 أكتوبر  | شيمكنت، كازاخستان ملعب ترابي 10،000 دولار قرعة المباريات الفردية والزوجية                                       | صوفيا زهوك 6–2، 6–3                                           | مارغاريتا لازاريفا                    | داريا لوديكوفا صوفيا كفاتسابايا       | ايكاترينا كليوفا ألكساندرا غرينشيشينا أدريانا سوسنوفسكي بولينا بيخوفا      |
| 6 أكتوبر  | شيمكنت، كازاخستان ملعب ترابي 10،000 دولار قرعة المباريات الفردية والزوجية                                       | ألبينا خابيبولينا ايكاترينا كليوفا 6–4، 6–4                   | داريا لوديكوفا بولينا بيخوفا          | داريا لوديكوفا صوفيا كفاتسابايا       | ايكاترينا كليوفا ألكساندرا غرينشيشينا أدريانا سوسنوفسكي بولينا بيخوفا      |
| 6 أكتوبر  | ليما، بيرو ملعب ترابي $10،000 قرعة المباريات الفردية والزوجية                                                   | ناثالي كوراتا 6–1، 6–1                                        | فرناندا بريتو                         | أندريا كوخ بنفنوتو بيانكا بوتو        | كونستانزا فيغا فيكتوريا بوثيو إدواردو بياي غوادالوبي بيريز روجاس           |
| 6 أكتوبر  | ليما، بيرو ملعب ترابي $10،000 قرعة المباريات الفردية والزوجية                                                   | فرناندا بريتو إدواردو بياي 4–6، 7–6(11–9)، [10–6]             | فيكتوريا بوثيو فرانشيسكا سيجاريلي     | أندريا كوخ بنفنوتو بيانكا بوتو        | كونستانزا فيغا فيكتوريا بوثيو إدواردو بياي غوادالوبي بيريز روجاس           |
| 6 أكتوبر  | أنطاليا، تركيا ملعب صلب $10،000 قرعة المباريات الفردية والزوجية                                                 | كاثينكا فون ديكمان 6–2، 6–7(6–8)، 6–4                         | كاتيرينا كرامبيروفا                   | كانامي سوجي يي كيويو                  | كاميلا روزاتيلو زانغ يينغ أيلا أكسو كاتارينا كيرلاخ                        |
| 6 أكتوبر  | أنطاليا، تركيا ملعب صلب $10،000 قرعة المباريات الفردية والزوجية                                                 | يي كيويو يو إكسياودي 7–6(7–3)، 5–7، [10–6]                    | كاتيرينا كرامبيروفا ديانا نيجرينو     | كانامي سوجي يي كيويو                  | كاميلا روزاتيلو زانغ يينغ أيلا أكسو كاتارينا كيرلاخ                        |
| 13 أكتوبر | Open GDF Suez de Touraine جوي ليه تور، فرنسا ملعب صلب (indoor) $50٬000 فردي – زوجي                              | كارينا ويثوفت 6–3، 7–6(8–6)                                   | أورزولا رادفانسكا                     | مانو أركانجيولي أندريا ميتو           | Quirine Lemoine يلينا أوستابينكو جوليا جاتو مونتيكوني ألبرتا بريانتي       |
| 13 أكتوبر | Open GDF Suez de Touraine جوي ليه تور، فرنسا ملعب صلب (indoor) $50٬000 فردي – زوجي                              | ستيفاني فريتز أماندين هيس Default                             | ألبرتا بريانتي ماريا إلينا كاميرين    | مانو أركانجيولي أندريا ميتو           | Quirine Lemoine يلينا أوستابينكو جوليا جاتو مونتيكوني ألبرتا بريانتي       |
| 13 أكتوبر | Abierto Tampico تامبيكو، المكسيك ملعب صلب $50٬000 فردي – زوجي                                                   | ماريانا دوك 3–6، 6–1، 7–6(7–4)                                | أن صوفي ميستاتش                       | لورديس دومينغيز لينو إيرينا فالكوني   | جوليا غلوشكو كاترينا بوندارينكو باتريسيا ماريا تيغ أرانتشا روس             |
| 13 أكتوبر | Abierto Tampico تامبيكو، المكسيك ملعب صلب $50٬000 فردي – زوجي                                                   | بترا مارتيتش ماريا سانشيز 3–6، 6–3، [10–2]                    | كاترينا بوندارينكو فاليريا سافينيخ    | لورديس دومينغيز لينو إيرينا فالكوني   | جوليا غلوشكو كاترينا بوندارينكو باتريسيا ماريا تيغ أرانتشا روس             |
| 13 أكتوبر | ماكينوهارا (شيزوكا)، اليابان عشب $25٬000 قرعة المباريات الفردية والزوجية                                        | تاتيانا ماريا 6–1، 6–2                                        | شاكو أوياما                           | ريكو ساواياناجي جونري ناميجاتا        | أندي دي فرومي ماجدالينا فريتش إيفا ميكوفيتش ناو هيبينو                     |
| 13 أكتوبر | ماكينوهارا (شيزوكا)، اليابان عشب $25٬000 قرعة المباريات الفردية والزوجية                                        | تاتيانا ماريا ميكي ميامرا 6–3، 6–1                            | ماكوتو نينوميا ماري تاناكا            | ريكو ساواياناجي جونري ناميجاتا        | أندي دي فرومي ماجدالينا فريتش إيفا ميكوفيتش ناو هيبينو                     |
| 13 أكتوبر | غويانغ، كوريا الجنوبية ملعب صلب $25،000 قرعة المباريات الفردية والزوجية                                         | ماجدا لينيت 6–3، 3–6، 6–3                                     | ريناتا فوراكوفا                       | هان سونغ هي هيروكو كواتا              | أناستازيا بيفوفاروفا يوريكا سما لو جياجينغ تشانغ كاي تشن                   |
| 13 أكتوبر | غويانغ، كوريا الجنوبية ملعب صلب $25،000 قرعة المباريات الفردية والزوجية                                         | هونج هيون هي لي سو را 6–4، 6–2                                | هان سونغ هي لي هاي مين                | هان سونغ هي هيروكو كواتا              | أناستازيا بيفوفاروفا يوريكا سما لو جياجينغ تشانغ كاي تشن                   |
| 13 أكتوبر | بانكوك، تايلاند ملعب صلب $25،000 قرعة المباريات الفردية والزوجية                                                | إليزافيتا كوليتشكوفا 6–1، 6–0                                 | ليسلي كيرخوف                          | تامارين تاناسوجارن تيريزا مردجا       | ميسا إجوشي ليو تشانغ فاراتشايا وونجتينتشاي كامونوين بوايام                 |
| 13 أكتوبر | بانكوك، تايلاند ملعب صلب $25،000 قرعة المباريات الفردية والزوجية                                                | فاراتشايا وونجتينتشاي فرنيا وونجتينتشاي 6–2، 5–7، [10–7]      | مارتينا بوريكا ليسلي كيرخوف           | تامارين تاناسوجارن تيريزا مردجا       | ميسا إجوشي ليو تشانغ فاراتشايا وونجتينتشاي كامونوين بوايام                 |
| 13 أكتوبر | فلورنس، الولايات المتحدة ملعب صلب $25،000 قرعة المباريات الفردية والزوجية                                       | سيسي بيليس 6–2، 6–1                                           | يساليني بونافنتور                     | بترا رامبري برناردا بيرا              | ديسبينا باباميتشايل سامانثا هاريس ناستجا كولار يان أبازا                   |
| 13 أكتوبر | فلورنس، الولايات المتحدة ملعب صلب $25،000 قرعة المباريات الفردية والزوجية                                       | جيمي لووب ساناز ماراند 6–3، 7–6(7–5)                          | دانييل لاو كيري وونغ                  | بترا رامبري برناردا بيرا              | ديسبينا باباميتشايل سامانثا هاريس ناستجا كولار يان أبازا                   |
| 13 أكتوبر | توومبا، أستراليا ملعب صلب $15،000 قرعة المباريات الفردية والزوجية                                               | إلين ألجروين 6–1، 6–3                                         | جيسيكا مور                            | إيزابيلا هولاند كاتي دان              | مانا أيوكاوا نعومي توتكا كاتي بولتر أليسون باي                             |
| 13 أكتوبر | توومبا، أستراليا ملعب صلب $15،000 قرعة المباريات الفردية والزوجية                                               | جيسيكا مور آبي مايرز 6–3، 6–3                                 | ليزيت كابريرا بريسلا هون              | إيزابيلا هولاند كاتي دان              | مانا أيوكاوا نعومي توتكا كاتي بولتر أليسون باي                             |
| 13 أكتوبر | شرم الشيخ، مصر ملعب صلب $10،000 قرعة المباريات الفردية والزوجية                                                 | نوريا باريزاس دياز 6–2، 6–4                                   | ماريانا زاكارليوك                     | لورا دايغمان آنا مورجينا              | جيورجيا بينتو ميريانة تونا إينيس مورتا علا أبو ذكري                        |
| 13 أكتوبر | شرم الشيخ، مصر ملعب صلب $10،000 قرعة المباريات الفردية والزوجية                                                 | ديانا بوجولي أناستاسيا خارشينكو 6–3، 6–1                      | علا أبو ذكري إيكاترينا ياشينا         | لورا دايغمان آنا مورجينا              | جيورجيا بينتو ميريانة تونا إينيس مورتا علا أبو ذكري                        |
| 13 أكتوبر | كاندية، اليونان ملعب صلب $10،000 قرعة المباريات الفردية والزوجية                                                | فيكتوريا كوزموفا 6–4، 6–3                                     | باربارا هاس                           | ديبورا كييزا جوليا ستاماتوفا          | سيمونا هاينوفا كارولينا موتشوفا جوليا جربر أولغا باريس أزكويتا             |
| 13 أكتوبر | كاندية، اليونان ملعب صلب $10،000 قرعة المباريات الفردية والزوجية                                                | يومي ناكانو جوليا ستاماتوفا 6–1، 6–2                          | أنيتا هوساريتش لائتيسيا سارازين       | ديبورا كييزا جوليا ستاماتوفا          | سيمونا هاينوفا كارولينا موتشوفا جوليا جربر أولغا باريس أزكويتا             |
| 13 أكتوبر | سانتا مارغريتا دي بولا، إيطاليا ملعب ترابي $10،000 قرعة المباريات الفردية والزوجية                              | كورينا دينتوني 6–3، 6–3                                       | آنا كلاسن                             | جورجيا بريشا ألكسندرا نانكاررو        | شارلوت كلاسن أريادنا مارتي رييمباو ديانا بوزيان رالوكا إلينا بلاتون        |
| 13 أكتوبر | سانتا مارغريتا دي بولا، إيطاليا ملعب ترابي $10،000 قرعة المباريات الفردية والزوجية                              | آنا كلاسن شارلوت كلاسن 6–2، 6–3                               | ديانا بوزيان رالوكا إلينا بلاتون      | جورجيا بريشا ألكسندرا نانكاررو        | شارلوت كلاسن أريادنا مارتي رييمباو ديانا بوزيان رالوكا إلينا بلاتون        |
| 13 أكتوبر | ليما، بيرو ملعب ترابي $10،000 قرعة المباريات الفردية والزوجية                                                   | بيانكا بوتو 6–3، 6–4                                          | كاميلا جيانجريكو كامبيز               | ماريا بولينا بيريز فرناندا بريتو      | ناتالي كوراتا سارة خيمينيز فيكتوريا بوثيو فرانشيسكا سيجاريلي               |
| 13 أكتوبر | ليما، بيرو ملعب ترابي $10،000 قرعة المباريات الفردية والزوجية                                                   | فرناندا بريتو إدواردا بياي 7–6(7–0)، 6–4                      | ماريا بولينا بيريز باولا أندريا بيريز | ماريا بولينا بيريز فرناندا بريتو      | ناتالي كوراتا سارة خيمينيز فيكتوريا بوثيو فرانشيسكا سيجاريلي               |
| 13 أكتوبر | أنطاليا، تركيا ملعب صلب $10،000 قرعة المباريات الفردية والزوجية                                                 | كاثينكا فون ديكمان 4–6، 7–6(7–4)، 6–4                         | ديانا نيجرينو                         | نينا ستويانوفيتش أندريا غيتيسكو       | كارولين روميو ماري بينوا كاترينا كرامبيروفا ليزا بونومار                   |
| 13 أكتوبر | أنطاليا، تركيا ملعب صلب $10،000 قرعة المباريات الفردية والزوجية                                                 | آغاتا بارانسكا كلوتيلد دي برناردي 6–3، 6–3                    | كاثارينا هيرينغ جيني شيبنس            | نينا ستويانوفيتش أندريا غيتيسكو       | كارولين روميو ماري بينوا كاترينا كرامبيروفا ليزا بونومار                   |
| 20 أكتوبر | Internationaux Féminins de la Vienne بواتييه، فرنسا ملعب صلب (indoor) 100٬000 دولار Singles – Doubles           | تيميا بابوش 6–3، 4–6، 7–5                                     | أوسيان دودان                          | آنا كونجوه تيريزا سميتكوفا            | تيميا باشينسكي أليكساندرا ساسنوفيتش أندريا ميتو Johanna Larsson            |
| 20 أكتوبر | Internationaux Féminins de la Vienne بواتييه، فرنسا ملعب صلب (indoor) 100٬000 دولار Singles – Doubles           | Andrea Hlaváčková لوسي هراديكا 6–1، 7–5                       | كاتارزينا بيتر مارينا زانيفسكا        | آنا كونجوه تيريزا سميتكوفا            | تيميا باشينسكي أليكساندرا ساسنوفيتش أندريا ميتو Johanna Larsson            |
| 20 أكتوبر | Challenger Banque Nationale de Saguenay ساغينيه، كندا ملعب صلب (indoor) 50٬000 دولار Singles – Doubles          | جولي كوين 7–5، 6–3                                            | Jovana Jakšić                         | ستيفاني فوجت يساليني بونافنتور        | بيا كونينغ رومينا أوبراندي ماريا سانشيز كيتلين ووريسكي                     |
| 20 أكتوبر | Challenger Banque Nationale de Saguenay ساغينيه، كندا ملعب صلب (indoor) 50٬000 دولار Singles – Doubles          | يساليني بونافنتور نيكولا سلاتر 6–4، 6–4                       | Sonja Molnar كيتلين ووريسكي           | ستيفاني فوجت يساليني بونافنتور        | بيا كونينغ رومينا أوبراندي ماريا سانشيز كيتلين ووريسكي                     |
| 20 أكتوبر | USTA Tennis Classic of Macon ماكون، الولايات المتحدة ملعب صلب 50٬000 دولار Singles – Doubles                    | كاتيرينا بوندارينكو 6–4، 7–5                                  | غريس مين                              | بترا مارتيتش إيرينا فالكوني           | إيلي هالباور جوليا بوسوروب ساناز ماراند ماديسون برينجل                     |
| 20 أكتوبر | USTA Tennis Classic of Macon ماكون، الولايات المتحدة ملعب صلب 50٬000 دولار Singles – Doubles                    | ماديسون برينجل أليكسا جلاتش 6–0، 7–5                          | آنا تاتيشفيلي أشلي وينهولد            | بترا مارتيتش إيرينا فالكوني           | إيلي هالباور جوليا بوسوروب ساناز ماراند ماديسون برينجل                     |
| 20 أكتوبر | برث، أستراليا ملعب صلب $25،000 قرعة المباريات الفردية والزوجية                                                  | ريبيكا بيترسون 6–3، 6–0                                       | هيروكو كواتا                          | هسو تشيه يو مونيك أدامكزاك            | ريكا فوجيوارا فاراتشايا وونجتينتشاي إلين ألجروين ماي مينوكوشي              |
| 20 أكتوبر | برث، أستراليا ملعب صلب $25،000 قرعة المباريات الفردية والزوجية                                                  | فيرونيكا كابشاي أليز ليم 6–2، 2–6، [10–7]                     | جيسيكا مور آبي مايرز                  | هسو تشيه يو مونيك أدامكزاك            | ريكا فوجيوارا فاراتشايا وونجتينتشاي إلين ألجروين ماي مينوكوشي              |
| 20 أكتوبر | هاماماتسو، اليابان سجاد $25،000 قرعة المباريات الفردية والزوجية                                                 | ريكو ساواياناجي 2–6، 6–2، 6–3                                 | جونري ناميجاتا                        | ماجدالينا فريتش شاكو أوياما           | أكيكو يونيمورا ماري تاناكا ناو هيبينو أندي دي فرومي                        |
| 20 أكتوبر | هاماماتسو، اليابان سجاد $25،000 قرعة المباريات الفردية والزوجية                                                 | تاتيانا ماريا ميكي ميامرا 5–7، 6–2، [10–5]                    | ماكوتو نينوميا ماري تاناكا            | ماجدالينا فريتش شاكو أوياما           | أكيكو يونيمورا ماري تاناكا ناو هيبينو أندي دي فرومي                        |
| 20 أكتوبر | سيوداد فيكتوريا، المكسيك ملعب صلب $25،000 قرعة المباريات الفردية والزوجية                                       | ديانا مارسنكفيتشا 6–7(2–7)، 6–3، 6–1                          | بولا بادوسا                           | آنا صوفيا سانشيز هايدي الطباخ         | شانتال شكاملوفا سيلفيا نجيريتش ألكسندرا كادانتو تيريزا مارتينكوفا          |
| 20 أكتوبر | سيوداد فيكتوريا، المكسيك ملعب صلب $25،000 قرعة المباريات الفردية والزوجية                                       | ماريا فرناندا ألفيس باتريسيا ماريا تيغ 6–1، 6–2               | كارولينا بيتانكورت لينكا وينروفا      | آنا صوفيا سانشيز هايدي الطباخ         | شانتال شكاملوفا سيلفيا نجيريتش ألكسندرا كادانتو تيريزا مارتينكوفا          |
| 20 أكتوبر | بوكيت، تايلاند ملعب صلب (داخلي) $15،000 قرعة المباريات الفردية والزوجية                                         | إيرينا رامياليسون 6–4، 5–7، 6–4                               | شون فانجيينغ                          | أليونا سوتنيكوفا سابينا شاريبوفا      | أناستازيا بيفوفاروفا كامونوان بويايم يوكي تاناكا إيفجينيا باشكوفا          |
| 20 أكتوبر | بوكيت، تايلاند ملعب صلب (داخلي) $15،000 قرعة المباريات الفردية والزوجية                                         | نيشا ليرتبيتاكسينتشاي بينجتارن بليبويتش 7–6(7–0)، 2–6، [10–4] | ألكسندرا كوراشفيلي أليونا سوتنيكوفا   | أليونا سوتنيكوفا سابينا شاريبوفا      | أناستازيا بيفوفاروفا كامونوان بويايم يوكي تاناكا إيفجينيا باشكوفا          |
| 20 أكتوبر | بيريرا، كولومبيا ملعب ترابي $10،000 قرعة المباريات الفردية والزوجية                                             | أندريا كوخ بنفنوتو 7–6(7–1)، 6–2                              | نيكول فرانكل                          | ليلا بارزو فيكتوريا بوثيو             | آنا بروجان كارلا لوسيرو براندي مينا أوزوي ماي تاين أركونادا                |
| 20 أكتوبر | بيريرا، كولومبيا ملعب ترابي $10،000 قرعة المباريات الفردية والزوجية                                             | فيكتوريا بوثيو براندي مينا 7–6(7–3)، 6–4                      | آنا ماديكور ناثاليا روسي              | ليلا بارزو فيكتوريا بوثيو             | آنا بروجان كارلا لوسيرو براندي مينا أوزوي ماي تاين أركونادا                |
| 20 أكتوبر | شرم الشيخ، مصر ملعب صلب $10،000 قرعة المباريات الفردية والزوجية                                                 | بولينا ليكينا 6–2، 6–0                                        | جيل تيخمان                            | بولينا غولوبوفسكايا ماريانا زاكارليوك | كاتارزينا كاوا ساندرا سمير أليس ماتيوكسي إلينا-تيودورا كادار               |
| 20 أكتوبر | شرم الشيخ، مصر ملعب صلب $10،000 قرعة المباريات الفردية والزوجية                                                 | ديانا بوغولي بولينا ليكينا 6–2، 6–1                           | جوليا بروتزوني إلينا-تيودورا كادار    | بولينا غولوبوفسكايا ماريانا زاكارليوك | كاتارزينا كاوا ساندرا سمير أليس ماتيوكسي إلينا-تيودورا كادار               |
| 20 أكتوبر | هيراكليون، اليونان ملعب صلب $10،000 قرعة المباريات الفردية والزوجية                                             | ريكا-لوكا ياني 4–6، 6–3، 7–6(8–6)                             | باربارا هاس                           | جوليا ستاماتوفا يومي ناكانو           | كارولينا موتشوفا لاتيتيتيا سرازين ديبورا كييزا ناتاليا كوستيتش             |
| 20 أكتوبر | هيراكليون، اليونان ملعب صلب $10،000 قرعة المباريات الفردية والزوجية                                             | ريكا-لوكا ياني جوليا ستاماتوفا 6–4، 6–4                       | آنا بوندار دلما جالفي                 | جوليا ستاماتوفا يومي ناكانو           | كارولينا موتشوفا لاتيتيتيا سرازين ديبورا كييزا ناتاليا كوستيتش             |
| 20 أكتوبر | سانتا مارغريتا دي بولا، إيطاليا ملعب ترابي $10،000 قرعة المباريات الفردية والزوجية                              | ديانا بوزيان 6–2، 6–4                                         | مارتينا سبيغاريللي                    | آنا كورزينياك أليس سافوريتي           | أليس بالدوتشي ليزا سابينو لي يونو يلينا سيميتش                             |
| 20 أكتوبر | سانتا مارغريتا دي بولا، إيطاليا ملعب ترابي $10،000 قرعة المباريات الفردية والزوجية                              | ديانا بوزيان رالوكا إلينا بلاتون 6–2، 7–5                     | إنجر فان ديكمان جانكي ويكيرينك        | آنا كورزينياك أليس سافوريتي           | أليس بالدوتشي ليزا سابينو لي يونو يلينا سيميتش                             |
| 20 أكتوبر | ليما، البيرو ملعب ترابي $10،000 قرعة المباريات الفردية والزوجية                                                 | بيانكا بوتو 6–3، 6–1                                          | كونستانزا فيغا                        | جوليتا لارا إستابل كاميلا فوينتيس     | إدواردا بياي فرناندا بريتو صوفيا ليني كارولينا ألفيس                       |
| 20 أكتوبر | ليما، البيرو ملعب ترابي $10،000 قرعة المباريات الفردية والزوجية                                                 | صوفيا ليني غوادالوبي بيريز روجاس 6–4، 6–3                     | سيسيليا كوستا ميلغار ناتالي كوراتا    | جوليتا لارا إستابل كاميلا فوينتيس     | إدواردا بياي فرناندا بريتو صوفيا ليني كارولينا ألفيس                       |
| 20 أكتوبر | ستوكهولم، السويد ملعب صلب (indoor) $10،000 قرعة المباريات الفردية والزوجية                                      | نايومي كافاداي 7–6(7–3)، 6–4                                  | تاييسيا موردير                        | جاكلين كاباج أواد كيلي فيرستيج        | مارجريتا لازاريفا لويس برونسكوغ إستل جيسارد نورا نيدميرز                   |
| 20 أكتوبر | ستوكهولم، السويد ملعب صلب (indoor) $10،000 قرعة المباريات الفردية والزوجية                                      | أنيت مونوزوفا فيكتوريا مونتين 2–6، 6–4، [10–8]                | تمارا تشروفيتش مارجريتا لازاريفا      | جاكلين كاباج أواد كيلي فيرستيج        | مارجريتا لازاريفا لويس برونسكوغ إستل جيسارد نورا نيدميرز                   |
| 20 أكتوبر | أنطاليا، تركيا ملعب صلب $10،000 قرعة المباريات الفردية والزوجية                                                 | جيسيكا ماليتشكوفا 6–3، 6–3                                    | شيرازاد ريكس                          | كاثينكا فون ديكمان فاندا لوكاش        | ماري بينوا ليزا ماتفيينكو كسينيا جايدارزي كلوتيلد دو برناردي               |
| 20 أكتوبر | أنطاليا، تركيا ملعب صلب $10،000 قرعة المباريات الفردية والزوجية                                                 | لم تستكمل مباريات الزوجي بسبب سوء الأحوال الجوية.             |                                       | كاثينكا فون ديكمان فاندا لوكاش        | ماري بينوا ليزا ماتفيينكو كسينيا جايدارزي كلوتيلد دو برناردي               |
| 27 أكتوبر | Tevlin Women's Challenger تورونتو، كندا ملعب صلب (indoor) $50،000 Singles – Doubles                             | غابرييلا دابروفسكي 6–4، 2–6، 7–6(9–7)                         | ماريا سانشيز                          | تايلور تاونسند تاتيانا ماريا          | جوليا غلوشكو رومينا أوبراندي كيتلين ووريسكي ماري بوزكوفا                   |
| 27 أكتوبر | Tevlin Women's Challenger تورونتو، كندا ملعب صلب (indoor) $50،000 Singles – Doubles                             | ماريا سانشيز تايلور تاونسند 7–5، 4–6، [15–13]                 | غابرييلا دابروفسكي تاتيانا ماريا      | تايلور تاونسند تاتيانا ماريا          | جوليا غلوشكو رومينا أوبراندي كيتلين ووريسكي ماري بوزكوفا                   |
| 27 أكتوبر | Open GDF Suez Nantes Atlantique نانت، فرنسا ملعب صلب (indoor) $50،000+H Singles – Doubles                       | كاترينا سينياكوفا 7–5، 6–2                                    | أنس جابر                              | آنا كارولينا شميدلوفا آنا كونجوه      | فيرجيني رازانو جويا باربييري ناديا كيتشينوك أندريا ميتو                    |
| 27 أكتوبر | Open GDF Suez Nantes Atlantique نانت، فرنسا ملعب صلب (indoor) $50،000+H Singles – Doubles                       | ليودميلا كيتشينوك ناديا كيتشينوك 6–2، 6–3                     | ستيفاني فريتز أماندين هيس             | آنا كارولينا شميدلوفا آنا كونجوه      | فيرجيني رازانو جويا باربييري ناديا كيتشينوك أندريا ميتو                    |
| 27 أكتوبر | John Newcombe Women's Pro Challenge نيو براونفيلز، الولايات المتحدة ملعب صلب $50،000 Singles – Doubles          | إيرينا فالكوني 7–6(7–3)، 6–2                                  | جنيفر برادي                           | يوليا بوسوروب مايو هيبي               | ماتيلد يوهانسون أليكسا جلاتش باولا كريستينا غونسالفيس غريس مين             |
| 27 أكتوبر | John Newcombe Women's Pro Challenge نيو براونفيلز، الولايات المتحدة ملعب صلب $50،000 Singles – Doubles          | فيرونيكا سبيد رويج ماريانا دوك 6–0، 6–3                       | أليكسا جلاتش برناردا بيرا             | يوليا بوسوروب مايو هيبي               | ماتيلد يوهانسون أليكسا جلاتش باولا كريستينا غونسالفيس غريس مين             |
| 27 أكتوبر | مارغريت ريفر، أستراليا ملعب صلب $25،000 قرعة المباريات الفردية والزوجية                                         | تيريزا مردجا 6–3، 6–3                                         | ريبيكا بيترسون                        | ريسا أوزاكي إيزابيلا هولاند           | سوزان سيلك أليسون باي ماديسون إنغليس أليز ليم                              |
| 27 أكتوبر | مارغريت ريفر، أستراليا ملعب صلب $25،000 قرعة المباريات الفردية والزوجية                                         | ميايبي إنووي فاراتشايا وونجتينتشاي 4–6، 6–4، [10–3]           | كارولين دانيلز لاورا شاييدر           | ريسا أوزاكي إيزابيلا هولاند           | سوزان سيلك أليسون باي ماديسون إنغليس أليز ليم                              |
| 27 أكتوبر | شرم الشيخ، مصر ملعب صلب $25،000 قرعة المباريات الفردية والزوجية                                                 | مارغريتا غاسباريان 6–3، 6–0                                   | إليتسا كوستوفا                        | بيرنيلا ميندسوفا أولغا يانتشوك        | ألكساندرينا نايدينوفا بولينا فينوغرادوفا سارا سوريبس تورمو ألكسندرا بانوفا |
| 27 أكتوبر | شرم الشيخ، مصر ملعب صلب $25،000 قرعة المباريات الفردية والزوجية                                                 | أليس ماتيوكسي إليسي ميرتنز 6–7(1–7)، 7–6(7–4)، [10–6]         | إيوانا لوريدانا روسكا جوليا تيرزيسكا  | بيرنيلا ميندسوفا أولغا يانتشوك        | ألكساندرينا نايدينوفا بولينا فينوغرادوفا سارا سوريبس تورمو ألكسندرا بانوفا |
| 27 أكتوبر | إسطنبول، تركيا ملعب صلب (داخلي) $25،000 قرعة المباريات الفردية والزوجية                                         | باربورا كرجتشيكوفا 6–1، 6–4                                   | فيكتوريا غولوبيتش                     | جانا فيت مارتا سيروتكينا              | ايبك سويلو فاليريا سولوفيفا ريناتا فوراكوفا ألبرتا بريانتي                 |
| 27 أكتوبر | إسطنبول، تركيا ملعب صلب (داخلي) $25،000 قرعة المباريات الفردية والزوجية                                         | زينيا كنول ايبك سويلو 6–2، 6–4                                | أيلا أكسو موج توبسل                   | جانا فيت مارتا سيروتكينا              | ايبك سويلو فاليريا سولوفيفا ريناتا فوراكوفا ألبرتا بريانتي                 |
| 27 أكتوبر | فوكيت، تايلاند ملعب صلب (indoor) $15،000 قرعة المباريات الفردية والزوجية                                        | إيرينا رامياليسون 6–3، 6–0                                    | كاتي بولتر                            | نيشا ليرتبيتاكسينتشاي بربورا شتيفكوفا | لي بي-تشي ألكسندرا كوراشفيلي آنا دانيلينا أليونا سوتنيكوفا                 |
| 27 أكتوبر | فوكيت، تايلاند ملعب صلب (indoor) $15،000 قرعة المباريات الفردية والزوجية                                        | نيشا ليرتبيتاكسينتشاي بينجتارن بليبويتش 7–5، 6–3              | كامنوان بوايام لي بي-تشي              | نيشا ليرتبيتاكسينتشاي بربورا شتيفكوفا | لي بي-تشي ألكسندرا كوراشفيلي آنا دانيلينا أليونا سوتنيكوفا                 |
| 27 أكتوبر | بيرييرا، كولومبيا ملعب ترابي $10،000 قرعة المباريات الفردية والزوجية                                            | ليلا بارزو 6–4، 6–2                                           | أندريا كوخ بنفنوتو                    | فيكتوريا بوثيو نيكول فرانكل           | آنا بروغان دانييلا بيدرازا نوفاك كارلا لوسيرو ناثاليا روسي                 |
| 27 أكتوبر | بيرييرا، كولومبيا ملعب ترابي $10،000 قرعة المباريات الفردية والزوجية                                            | آنا بروغان ماريا فرناندا هيرازو 6–3، 6–2                      | ماريرييني جوتيريز ألكسندرا فالينشتاين | فيكتوريا بوثيو نيكول فرانكل           | آنا بروغان دانييلا بيدرازا نوفاك كارلا لوسيرو ناثاليا روسي                 |
| 27 أكتوبر | هيراكليون، اليونان ملعب صلب $10،000 قرعة المباريات الفردية والزوجية                                             | دلما جالفي 6–3، 6–0                                           | جوليا جرابر                           | ريكا-لوسا جاني بيترا روهانوفا         | جوليا فاشاشيك آنا بوندير دومينيكا باتيروفا تينا لوكاس                      |
| 27 أكتوبر | هيراكليون، اليونان ملعب صلب $10،000 قرعة المباريات الفردية والزوجية                                             | رالوك جورجيانا شيربان أوانا جورجيتا سيميون 6–4، 6–2           | ناتاليا كوستيتش نيفينا سيلاكوفيتش     | ريكا-لوسا جاني بيترا روهانوفا         | جوليا فاشاشيك آنا بوندير دومينيكا باتيروفا تينا لوكاس                      |
| 27 أكتوبر | سانتا مارغريتا دي بولا، إيطاليا ملعب ترابي $10،000 قرعة المباريات الفردية والزوجية                              | مارتينا كاريجاروا 6–4، 6–4                                    | ستيفانيا روبيني                       | ليزا سابينو آنا فلوريس                | نيكول فوسا هويرغو نوزومي فوجيوكا كميل شيلي أليس بالدوتشي                   |
| 27 أكتوبر | سانتا مارغريتا دي بولا، إيطاليا ملعب ترابي $10،000 قرعة المباريات الفردية والزوجية                              | جورجيا بريشيا ليزا سابينو 6–4، 6–3                            | كميل شيلي مارسلا كوكا                 | ليزا سابينو آنا فلوريس                | نيكول فوسا هويرغو نوزومي فوجيوكا كميل شيلي أليس بالدوتشي                   |
| 27 أكتوبر | أوسلو، النرويج ملعب صلب (indoor) $10،000 قرعة المباريات الفردية والزوجية                                        | إيما فلود 6–3، 6–3                                            | تيس سوغناو                            | ناديا كولب سارا أوتومانو              | أليكسا غواراتشي داريا لوديكوفا مالين هيلجو أرابيلا فرناندز رابنر           |
| 27 أكتوبر | أوسلو، النرويج ملعب صلب (indoor) $10،000 قرعة المباريات الفردية والزوجية                                        | أليكسا غواراتشي نينا ستويانوفيتش 6–4، 7–6(9–7)                | مارينا كولب ناديا كولب                | ناديا كولب سارا أوتومانو              | أليكسا غواراتشي داريا لوديكوفا مالين هيلجو أرابيلا فرناندز رابنر           |
| 27 أكتوبر | بينايكارلو، إسبانيا ملعب ترابي $10،000 قرعة المباريات الفردية والزوجية                                          | أندريا غاميز 6–3، 6–1                                         | ألكسندرا نانكاراو                     | أليونا بولسوفا زادوينوف أليس سافوريتّي | ديانا شوموفا أماندا كاريراس إينيس فيرير سواريز كريستينا سانشيز كوينتانار   |
| 27 أكتوبر | بينايكارلو، إسبانيا ملعب ترابي $10،000 قرعة المباريات الفردية والزوجية                                          | أليونا بولسوفا زادوينوف أندريا غاميز 6–4، 6–1                 | إينيس فيرير سواريز ألكسندرا نانكارو   | أليونا بولسوفا زادوينوف أليس سافوريتّي | ديانا شوموفا أماندا كاريراس إينيس فيرير سواريز كريستينا سانشيز كوينتانار   |
| 27 أكتوبر | ستوكهولم، السويد ملعب صلب (indoor) $10،000 قرعة المباريات الفردية والزوجية                                      | نايومي كافاداي 5–7، 6–3، 6–3                                  | مارغريتا لازاريفا                     | إستل غويسارد جاكلين كاباج أواد        | كورنيليا ليستر تمارا تشروفيتش سينا هاس بريندا نجوكي                        |
| 27 أكتوبر | ستوكهولم، السويد ملعب صلب (indoor) $10،000 قرعة المباريات الفردية والزوجية                                      | تمارا تشروفيتش مارغريتا لازاريفا 6–3، 7–6(7–3)                | نورا نيدميرز كارولين أوبيهلهور        | إستل غويسارد جاكلين كاباج أواد        | كورنيليا ليستر تمارا تشروفيتش سينا هاس بريندا نجوكي                        |
| 27 أكتوبر | Aegon Pro-Series Loughborough لوفبرا، المملكة المتحدة ملعب صلب (indoor) $10،000 قرعة المباريات الفردية والزوجية | إيمي بوتل 6–7(6–8)، 6–1، 7–6(7–3)                             | شيرازاد ريكس                          | مارتينا بوريتسكا إليني بويكينز        | ميغالي كيمبين هارييت دارت مانيشا فوستر فريا كريستي                         |
| 27 أكتوبر | Aegon Pro-Series Loughborough لوفبرا، المملكة المتحدة ملعب صلب (indoor) $10،000 قرعة المباريات الفردية والزوجية | مارتينا بوريتسكا شيرازاد ريكس 6–3، 6–2                        | إيمي بوتل لوسي براون                  | مارتينا بوريتسكا إليني بويكينز        | ميغالي كيمبين هارييت دارت مانيشا فوستر فريا كريستي                         |

### نوفمبر
| الأسبوع   | البطولة | الفائزات                                                       | الوصيفات                                | المتأهلات لنصف النهائي                  | المتأهلات لربع النهائي                                                          |
| --------- | --- | -------------------------------------------------------------- | --------------------------------------- | --------------------------------------- | ------------------------------------------------------------------------------- |
| 3 نوفمبر  | بنديجو إنترناشيونال للسيدات بنديجو، أستراليا ملعب صلب $50،000 Singles – Doubles                              | إري هوزمي 7–6(7–5)، 5–7، 6–2                                   | ريسا أوزاكي                             | سوزان سيليك ريبيكا بيترسون              | ميابي إينو يانغ زاوكسوان فاراتشايا وونجتينتشاي داريا جافريلوفا                  |
| 3 نوفمبر  | بنديجو إنترناشيونال للسيدات بنديجو، أستراليا ملعب صلب $50،000 Singles – Doubles                              | جيسيكا مور آبي مايرز 6–4، 6–0                                  | نايكثا بينز كارولينا ولوداركزاك         | سوزان سيليك ريبيكا بيترسون              | ميابي إينو يانغ زاوكسوان فاراتشايا وونجتينتشاي داريا جافريلوفا                  |
| 3 نوفمبر  | ساوث سيز آيلاند ريزورت برو كلاسيك للسيدات جزيرة كابتيفا، الولايات المتحدة ملعب صلب $50،000 Singles – Doubles | إيدينا جالوفيتس هول 6–2، 6–2                                   | بترا مارتيتش                            | جينيفر برادي تاتيانا ماريا              | لويزا تشيريكو غابرييلا دابروفسكي بياتريس حداد مايا ساتشيا فيكري                 |
| 3 نوفمبر  | ساوث سيز آيلاند ريزورت برو كلاسيك للسيدات جزيرة كابتيفا، الولايات المتحدة ملعب صلب $50،000 Singles – Doubles | غابرييلا دابروفسكي آنا تاتيشفيلي 6–3، 6–3                      | آسيا محمد ماريا سانشيز                  | جينيفر برادي تاتيانا ماريا              | لويزا تشيريكو غابرييلا دابروفسكي بياتريس حداد مايا ساتشيا فيكري                 |
| 3 نوفمبر  | شرم الشيخ، مصر ملعب صلب $25،000 قرعة المباريات الفردية والزوجية                                              | يفجينيا رودينا 6–2، 6–2                                        | لورا سيجموند                            | سارا سوريبس تورمو ألكسندرا بانوفا       | مارغاريتا جاسباريان أولغا يانتشوك أناستاسيا فاسيليفا ماريا سكاري                |
| 3 نوفمبر  | شرم الشيخ، مصر ملعب صلب $25،000 قرعة المباريات الفردية والزوجية                                              | أنطونيا لوتنير لورا سيجموند 6–1، 6–1                           | أولغا يانتشوك ناستجا كولار              | سارا سوريبس تورمو ألكسندرا بانوفا       | مارغاريتا جاسباريان أولغا يانتشوك أناستاسيا فاسيليفا ماريا سكاري                |
| 3 نوفمبر  | إكواردرفيل-هاينفيل، فرنسا ملعب صلب (indoor) $25،000 قرعة المباريات الفردية والزوجية                          | ستيفاني فريتز 5–2، انسحاب                                      | أنجيلينا كالينينا                       | جولي كوين مانو أركانجيولي               | تمارا كورباتش كونستانس سيبيل Cindy Burger يلينا أوستابينكو                      |
| 3 نوفمبر  | إكواردرفيل-هاينفيل، فرنسا ملعب صلب (indoor) $25،000 قرعة المباريات الفردية والزوجية                          | أولغا دوروشينا ليدزيا ماروزافا 6–3، 6–3                        | فاني كارامارو أليس رامي                 | جولي كوين مانو أركانجيولي               | تمارا كورباتش كونستانس سيبيل Cindy Burger يلينا أوستابينكو                      |
| 3 نوفمبر  | إيجون جي بي برو سيريز باث باث، المملكة المتحدة ملعب صلب (indoor) $25،000 قرعة المباريات الفردية والزوجية     | ستيفاني فوجت 6–3، 7–6(7–3)                                     | ألبرتا بريانتي                          | تشالا بويوكاكاتشاي مارتا سيروتكينا      | هارييت دارت مارتينا بوريكا تيريزا مارتينكوفا فيكتوريا غولوبيتش                  |
| 3 نوفمبر  | إيجون جي بي برو سيريز باث باث، المملكة المتحدة ملعب صلب (indoor) $25،000 قرعة المباريات الفردية والزوجية     | ليزلي كيرخوفي زينيا كنول 6–3، 6–1                              | باربارا بونيتش بيمرا أوزجن              | تشالا بويوكاكاتشاي مارتا سيروتكينا      | هارييت دارت مارتينا بوريكا تيريزا مارتينكوفا فيكتوريا غولوبيتش                  |
| 3 نوفمبر  | هيراكليون، اليونان ملعب صلب $10،000 قرعة المباريات الفردية والزوجية                                          | دلما جالفي 6–2، 4–6، 7–6(7–4)                                  | فالنتيني جراماتيكوبولو                  | ناتاليا سيدليسكا ستيفي ديستلمانس        | جوليا فاشاتسايك أوانا جورجيتا سيميون ناتاليا كوستيتش آنا بوندار                 |
| 3 نوفمبر  | هيراكليون، اليونان ملعب صلب $10،000 قرعة المباريات الفردية والزوجية                                          | آنا بوندار دلما جالفي 4–6، 6–3، [10–8]                         | مارتينا باسيك تينا لوكاس                | ناتاليا سيدليسكا ستيفي ديستلمانس        | جوليا فاشاتسايك أوانا جورجيتا سيميون ناتاليا كوستيتش آنا بوندار                 |
| 3 نوفمبر  | سانتا مارغيريتا دي بولا، إيطاليا ملعب ترابي $10،000 قرعة المباريات الفردية والزوجية                          | آن شيفر 6–0، 6–3                                               | كلوديا جيوفين                           | مارتينا كارجارو يلينا سيميتش            | مارتينا تريفيسان ستيفانيا روبيني جورجيا بريشيا ليزا سابينو                      |
| 3 نوفمبر  | سانتا مارغيريتا دي بولا، إيطاليا ملعب ترابي $10،000 قرعة المباريات الفردية والزوجية                          | جورجيا بريشيا مارتينا كارجارو 3–6، 6–4، [10–6]                 | ليزا سابينو آن شيفر                     | مارتينا كارجارو يلينا سيميتش            | مارتينا تريفيسان ستيفانيا روبيني جورجيا بريشيا ليزا سابينو                      |
| 3 نوفمبر  | الدار البيضاء، المغرب ملعب ترابي $10،000 قرعة المباريات الفردية والزوجية                                     | آنا سافيتش 6–0، 6–3                                            | فالنتينا كوليكوفا                       | إيرينا فيتيكاو سيلفيا نجيريتش           | ليسيدي شييا جاكوبس فيرا أليشيفا ميرابيل نجوز إينيس مورتا                        |
| 3 نوفمبر  | الدار البيضاء، المغرب ملعب ترابي $10،000 قرعة المباريات الفردية والزوجية                                     | إينيس مورتا أولغا باريس أزكويتا 6–3، 6–4                       | مارتينا كاتشوتي سيلفيا نجيريتش          | إيرينا فيتيكاو سيلفيا نجيريتش           | ليسيدي شييا جاكوبس فيرا أليشيفا ميرابيل نجوز إينيس مورتا                        |
| 3 نوفمبر  | أوسلو، النرويج ملعب صلب (داخلي) $10،000 قرعة المباريات الفردية والزوجية                                      | كارين باربات 6–2، 6–2                                          | كورنيليا ليستر                          | ليوبيوف فاسيليفا فاني أوستلوند          | كارولين أوبيلهور ناديا كولب أرابيلا فرنانديز رابنر بولينا نوفوسيلوفا            |
| 3 نوفمبر  | أوسلو، النرويج ملعب صلب (داخلي) $10،000 قرعة المباريات الفردية والزوجية                                      | أليكس غواراشي داريا لوديكوفا 6–3، 2–6، [10–6]                  | مارينا كولب ناديا كولب                  | ليوبيوف فاسيليفا فاني أوستلوند          | كارولين أوبيلهور ناديا كولب أرابيلا فرنانديز رابنر بولينا نوفوسيلوفا            |
| 3 نوفمبر  | بني العروس، إسبانيا ملعب ترابي $10،000 قرعة المباريات الفردية والزوجية                                       | أماندا كاريراس 6–4، 6–1                                        | ديانا شوموفا                            | إينيس فيرير سواريز ميلاني ستوك          | إيفا غيريرو ألفاريز أليس سافورتي أليونا بولسوفا زادوينوف إيفا مارتينيز ريغالادو |
| 3 نوفمبر  | بني العروس، إسبانيا ملعب ترابي $10،000 قرعة المباريات الفردية والزوجية                                       | إلكي ليمانس أريادنَا مارتي ريامباو 6–3، 4–6، [11–9]             | إيفون كافالي رييمرز أليس سافورتي        | إينيس فيرير سواريز ميلاني ستوك          | إيفا غيريرو ألفاريز أليس سافورتي أليونا بولسوفا زادوينوف إيفا مارتينيز ريغالادو |
| 3 نوفمبر  | سوسة (تونس)، تونس ملعب صلب $10،000 قرعة المباريات الفردية والزوجية                                           | آنا كلاسن 4–6، 7–5، 6–4                                        | ماندي واجيميكر                          | نينا بوتوتشنيك كريستينا إني             | ناتيلا دزالاميدزه ماريا مارفوتينا فرانسيسكا ستيفنسون جانينا تولين               |
| 3 نوفمبر  | سوسة (تونس)، تونس ملعب صلب $10،000 قرعة المباريات الفردية والزوجية                                           | ناتيلا دزالاميدزه جانينا تولين 6–2، 6–1                        | فرانسيسكا ستيفنسون ماندي واجيميكر       | نينا بوتوتشنيك كريستينا إني             | ناتيلا دزالاميدزه ماريا مارفوتينا فرانسيسكا ستيفنسون جانينا تولين               |
| 3 نوفمبر  | أنطاليا، تركيا ملعب ترابي $10،000 قرعة المباريات الفردية والزوجية                                            | إيرينا ماريا بارا 6–3، 6–2                                     | ميليس سيزر                              | شاخلو سايدوفا تيريزا ميهاليكوفا         | ايلا أكسو فاليريا بروسبيري أناستازيا فدوفينكو ليزا بونومار                      |
| 3 نوفمبر  | أنطاليا، تركيا ملعب ترابي $10،000 قرعة المباريات الفردية والزوجية                                            | إيرينا ماريا بارا ميليس سيزر انسحاب                            | ليزا بونومار شاخلو سايدوفا              | شاخلو سايدوفا تيريزا ميهاليكوفا         | ايلا أكسو فاليريا بروسبيري أناستازيا فدوفينكو ليزا بونومار                      |
| 10 نوفمبر | تحدي التنس الحبتور دبي، الإمارات العربية المتحدة ملعب صلب $75،000 فردي – زوجي                                | ألكسندرا دولغيرو 3–6، 4–6                                      | كيميكو داتي كروم                        | ناديا كيتشينوك فيتاليا دياتشينكو        | ألكسندرا بانوفا أندريا ميتو أن صوفي ميستاتش أليسون فان يوتفانخ                  |
| 10 نوفمبر | تحدي التنس الحبتور دبي، الإمارات العربية المتحدة ملعب صلب $75،000 فردي – زوجي                                | فيتاليا دياتشينكو ألكسندرا بانوفا 3–6، 2–6، [4–10]             | ليودميلا كيتشينوك أولغا سافتشوك         | ناديا كيتشينوك فيتاليا دياتشينكو        | ألكسندرا بانوفا أندريا ميتو أن صوفي ميستاتش أليسون فان يوتفانخ                  |
| 10 نوفمبر | بطولة بينديغو الدولية للسيدات بينديغو، أستراليا ملعب صلب $50،000 فردي – زوجي                                 | ليو فانجزو 4–6، 3–6                                            | ريسا أوزاكي                             | يانغ زاوكسوان سوزان سيليك               | ميسا إجوشي أليز ليم جيسيكا مور فاراتشايا وونجتينتشاي                            |
| 10 نوفمبر | بطولة بينديغو الدولية للسيدات بينديغو، أستراليا ملعب صلب $50،000 فردي – زوجي                                 | جيسيكا مور آبي مايرز 3–6، 6–1، [10–6]                          | فاراتشايا وونجتينتشاي فرنيا وونجتينتشاي | يانغ زاوكسوان سوزان سيليك               | ميسا إجوشي أليز ليم جيسيكا مور فاراتشايا وونجتينتشاي                            |
| 10 نوفمبر | مينسك، بيلاروس ملعب صلب (indoor) $25،000 قرعة المباريات الفردية والزوجية                                     | آنا فرلجيتش 3–6، 6–4، 7–6(9–7)                                 | إيكاترينا ألكسندروفا                    | ليزلي كيركوف كرمن إيلونا                | سفيتلانا بيراجينكا فيكتوريا كامينسكايا فيرا لابكو إليزافيتا يانتشوك             |
| 10 نوفمبر | مينسك، بيلاروس ملعب صلب (indoor) $25،000 قرعة المباريات الفردية والزوجية                                     | كرمن إيلونا ليدزيا ماروزافا 6–3، 6–4                           | أولغا دوروشينا صوفيا شاباتافا           | ليزلي كيركوف كرمن إيلونا                | سفيتلانا بيراجينكا فيكتوريا كامينسكايا فيرا لابكو إليزافيتا يانتشوك             |
| 10 نوفمبر | شرم الشيخ، مصر ملعب صلب $25،000 قرعة المباريات الفردية والزوجية                                              | يفجينيا رودينا 5–7، 6–3، 6–2                                   | لورا سيجموند                            | مارغريتا جاسباريان ريكا-لوكا ياني       | بولينا مونوفا بولينا فينوغرادوفا سارا سوريبس تورمو فيكتوريا كان                 |
| 10 نوفمبر | شرم الشيخ، مصر ملعب صلب $25،000 قرعة المباريات الفردية والزوجية                                              | ماري بينوا ديمي شورس 6–4، 7–5                                  | فالنتينا إيفاخنينكو بولينا مونوفا       | مارغريتا جاسباريان ريكا-لوكا ياني       | بولينا مونوفا بولينا فينوغرادوفا سارا سوريبس تورمو فيكتوريا كان                 |
| 10 نوفمبر | مومباي، الهند ملعب صلب $25،000 قرعة المباريات الفردية والزوجية                                               | مارينا ميلنيكوفا 6–2، 7–6(7–4)                                 | تادجا ماجريتش                           | إميلي ويبلي سميث أناستاسيا فاسيليفا     | باتريسيا ماير أخلايتنر وو هو-تشينغ صوفيا كوفالتس أنكيتا رينا                    |
| 10 نوفمبر | مومباي، الهند ملعب صلب $25،000 قرعة المباريات الفردية والزوجية                                               | لو جياجينغ أنكيتا رينا 6–4، 1–6، [11–9]                        | نيشا ليرتبيتاكسينتشاي بينجتارن بليبويتش | إميلي ويبلي سميث أناستاسيا فاسيليفا     | باتريسيا ماير أخلايتنر وو هو-تشينغ صوفيا كوفالتس أنكيتا رينا                    |
| 10 نوفمبر | Orto-Lääkärit Open هلسنكي، فنلندا ملعب صلب (indoor) $10،000 Singles – Doubles                                | إيمي بوتل 6–2، 6–3                                             | تيس سوجنو                               | كارين باربات كورينا دينتوني             | ناتاليا فاجدوفا ألكسندرا أرتامونوفا أليكسا غواراشي بولينا نوفوسيلوفا            |
| 10 نوفمبر | Orto-Lääkärit Open هلسنكي، فنلندا ملعب صلب (indoor) $10،000 Singles – Doubles                                | إيما لين يوجينيا باشكوفا 6–4، 6–0                              | ميا نيكول إكلوند أوليفيا بيميا          | كارين باربات كورينا دينتوني             | ناتاليا فاجدوفا ألكسندرا أرتامونوفا أليكسا غواراشي بولينا نوفوسيلوفا            |
| 10 نوفمبر | هيراكليون، اليونان ملعب صلب $10،000 قرعة المباريات الفردية والزوجية                                          | ناتاليجا كوستيتش 6–0، 6–3                                      | تينا لوكاس                              | ميريام كولودجيجوفا فيندولا جوفينكوفا    | فيرونيكا كولاجوفا ناتاليا سيدليسكا فالنتيني جراماتيكوبولو مارتينا باسيك         |
| 10 نوفمبر | هيراكليون، اليونان ملعب صلب $10،000 قرعة المباريات الفردية والزوجية                                          | ناتاليا سيدليسكا جوليا واخاشيك 6–2، 6–7(2–7)، [10–6]           | أنيتا حوساريتش مارين بارتو              | ميريام كولودجيجوفا فيندولا جوفينكوفا    | فيرونيكا كولاجوفا ناتاليا سيدليسكا فالنتيني جراماتيكوبولو مارتينا باسيك         |
| 10 نوفمبر | الدار البيضاء، المغرب ملعب ترابي $10،000 قرعة المباريات الفردية والزوجية                                     | سيلفيا نجيريتش 6–1، 6–4                                        | أماندين كازو                            | كاترين شانترين أريبيلا فيرنانديز رابنر  | غيثة عتيق إيرينا فيتكاو مانيشا فوستر أولغا باريس أزكويتيا                       |
| 10 نوفمبر | الدار البيضاء، المغرب ملعب ترابي $10،000 قرعة المباريات الفردية والزوجية                                     | جورجينا غارسيا بيريز أولغا باريس أزكويتيا 6–2، 6–4             | تي فابر سيلفيا نجيريتش                  | كاترين شانترين أريبيلا فيرنانديز رابنر  | غيثة عتيق إيرينا فيتكاو مانيشا فوستر أولغا باريس أزكويتيا                       |
| 10 نوفمبر | قسطلونة، إسبانيا ملعب ترابي $10،000 قرعة المباريات الفردية والزوجية                                          | أولغا سايز لارّا 3–6، 6–1، 6–2                                  | أماندا كاريراس                          | مارتينا سبيجاريللي أندريا غاميز         | أريادنا مارتي رييمباو ألبا كارييو مارين ألكسندرا نانكاراو ميلاني ستوك           |
| 10 نوفمبر | قسطلونة، إسبانيا ملعب ترابي $10،000 قرعة المباريات الفردية والزوجية                                          | أليونا بولسوفا زادوينوف أندريا غاميز 6–1، 6–2                  | فيدريكا أرسيدجاكونو مارتينا سبيجاريللي  | مارتينا سبيجاريللي أندريا غاميز         | أريادنا مارتي رييمباو ألبا كارييو مارين ألكسندرا نانكاراو ميلاني ستوك           |
| 10 نوفمبر | سوسة، تونس ملعب صلب $10،000 قرعة المباريات الفردية والزوجية                                                  | ناتيلا دزالاميدزه 7–6(9–7)، 6–1                                | شيرازاد ريكس                            | آنا كلاسِن سزابينا سزلافيكوفيكس          | ماندي واجيميكَر فرانسيسكا ستيفنسون بَربارا بونيتش ألكسندرا كوراشفيلي              |
| 10 نوفمبر | سوسة، تونس ملعب صلب $10،000 قرعة المباريات الفردية والزوجية                                                  | ناتيلا دزالاميدزه ألكسندرا كوراشفيلي 6–3، 6–1                  | هارييت دارت فرانسيسكا ستيفنسون          | آنا كلاسِن سزابينا سزلافيكوفيكس          | ماندي واجيميكَر فرانسيسكا ستيفنسون بَربارا بونيتش ألكسندرا كوراشفيلي              |
| 10 نوفمبر | أنطاليا، تركيا ملعب ترابي $10،000 قرعة المباريات الفردية والزوجية                                            | نينا أليباليتش 6–3، 6–0                                        | كريستينا شمايدلوفا                      | آرينه فولْتس آنا ماريا هايل              | ليزا بونومار كاثارينا هيرينج أمينات كوشكوفا ناتاليه نوفوتنا                     |
| 10 نوفمبر | أنطاليا، تركيا ملعب ترابي $10،000 قرعة المباريات الفردية والزوجية                                            | آرينه فولْتس فاليريا بروسپيري 3–6، 7–6(7–4)، [10–5]             | إيرينا ماريا بَرا ميليس سيزر             | آرينه فولْتس آنا ماريا هايل              | ليزا بونومار كاثارينا هيرينج أمينات كوشكوفا ناتاليه نوفوتنا                     |
| 17 نوفمبر | Dunlop World Challenge تويوتا، اليابان سجاد (داخلي) 75٬000 دولار+H الفردي – الزوجي                           | أن صوفي ميستاتش 1–6، 1–6                                       | شاكو أوياما                             | تامارين تاناسوجارن كيميكو داتي كروم     | لوكسيكا كومخوم ميساكي دوي ميهارو إيمانيشي مايو هيبي                             |
| 17 نوفمبر | Dunlop World Challenge تويوتا، اليابان سجاد (داخلي) 75٬000 دولار+H الفردي – الزوجي                           | إري هوزمي ماكوتو نينوميا 3–6، 5–7                              | شاكو أوياما جونري ناميجاتا              | تامارين تاناسوجارن كيميكو داتي كروم     | لوكسيكا كومخوم ميساكي دوي ميهارو إيمانيشي مايو هيبي                             |
| 17 نوفمبر | QNet Open نيودلهي، الهند ملعب صلب 50٬000 دولار الفردي – الزوجي                                               | إيفانا جوروفيتش 2–6، 2–6                                       | باربارا هاس                             | اليسي ميرتنز أناستاسيا فاسيليفا         | باتريسيا ماير أخلايتنر مارينا ميلنيكوفا نيشا ليرتبيتاكسينتشاي سابينا شاريبوفا   |
| 17 نوفمبر | QNet Open نيودلهي، الهند ملعب صلب 50٬000 دولار الفردي – الزوجي                                               | ليو تشانغ لو جياجينغ 3–6، 0–6                                  | مارينا ميلنيكوفا اليسي ميرتنز           | اليسي ميرتنز أناستاسيا فاسيليفا         | باتريسيا ماير أخلايتنر مارينا ميلنيكوفا نيشا ليرتبيتاكسينتشاي سابينا شاريبوفا   |
| 17 نوفمبر | CIT Paraguay Open أسونسيون، باراغواي ملعب ترابي 50٬000 دولار الفردي – الزوجي                                 | بيانكا بوتو 3–6، 2–6                                           | فلورنسيا مولينيرو                       | أناستازيا بيفوفاروفا مونتسيرات غونزاليس | بياتريس حداد مايا فرانشيسكا سيجاريلي كارولينا ألفيس فيرونيكا سبيد رويج          |
| 17 نوفمبر | CIT Paraguay Open أسونسيون، باراغواي ملعب ترابي 50٬000 دولار الفردي – الزوجي                                 | صوفيا لونيني غوادالوبي بيريز روجاس 6–3، 6–3                    | أناستازيا بيفوفاروفا باتريسيا ماريا تيغ | أناستازيا بيفوفاروفا مونتسيرات غونزاليس | بياتريس حداد مايا فرانشيسكا سيجاريلي كارولينا ألفيس فيرونيكا سبيد رويج          |
| 17 نوفمبر | زوادا، بولندا سجاد (داخلي) $25،000 قرعة المباريات الفردية والزوجية                                           | أوسيان دودان 7–5، 6–4                                          | يلينا أوستابينكو                        | أنهيلينا كالينينا إليتسا كوستوفا        | آنا فرلجيتش أندي دي فرومي بترا كرجسوفا كارولينا موتشوفا                         |
| 17 نوفمبر | زوادا، بولندا سجاد (داخلي) $25،000 قرعة المباريات الفردية والزوجية                                           | أنهيلينا كالينينا آنا شكودون 6–0، 7–6(7–3)                     | غابرييلا شميلينوفا كارولينا موتشوفا     | أنهيلينا كالينينا إليتسا كوستوفا        | آنا فرلجيتش أندي دي فرومي بترا كرجسوفا كارولينا موتشوفا                         |
| 17 نوفمبر | شرم الشيخ، مصر ملعب صلب $10،000 قرعة المباريات الفردية والزوجية                                              | فوجسلافا لوكيتش 7–6(7–5)، 6–7(3–7)، 6–3                        | نينا ستويانوفيتش                        | أناستاسيا بريبيلوفا ماري بينوا          | آنا مورجينا لورا ديجمان سنيهيديفي ريدي ديمي شورس                                |
| 17 نوفمبر | شرم الشيخ، مصر ملعب صلب $10،000 قرعة المباريات الفردية والزوجية                                              | آنا مورجينا نينا ستويانوفيتش 5–7، 6–1، [10–3]                  | ألينا ميخييفا مارتينا برادوفا           | أناستاسيا بريبيلوفا ماري بينوا          | آنا مورجينا لورا ديجمان سنيهيديفي ريدي ديمي شورس                                |
| 17 نوفمبر | الدار البيضاء، المغرب ملعب ترابي $10،000 قرعة المباريات الفردية والزوجية                                     | كورينا دينتوني 6–2، 7–5                                        | بيا كونينغ                              | أولغا باريس أزكوثيا ليزا سابينو         | مانيشا فوستر أرابيلا فرنانديز رابنر ميرابيل نجوزي إينيس مورتا                   |
| 17 نوفمبر | الدار البيضاء، المغرب ملعب ترابي $10،000 قرعة المباريات الفردية والزوجية                                     | جورجينا غارسيا بيريز أولغا باريس أزكوثيا 1–6، 7–6(7–2)، [10–7] | مانيشا فوستر ليزا سابينو                | أولغا باريس أزكوثيا ليزا سابينو         | مانيشا فوستر أرابيلا فرنانديز رابنر ميرابيل نجوزي إينيس مورتا                   |
| 17 نوفمبر | نوليس، إسبانيا ملعب ترابي $10،000 قرعة المباريات الفردية والزوجية                                            | أولغا سايز لاررا 6–2، 6–4                                      | إيفون كافالي رييمرز                     | جوستين أوزجا أماندا كاريراس             | مارتا سيكسيميلو باسكوال جوستين دي سوتير ميلاني ستوك ألكساندرا نانكاراو          |
| 17 نوفمبر | نوليس، إسبانيا ملعب ترابي $10،000 قرعة المباريات الفردية والزوجية                                            | ألكساندرا نانكاراو أولغا سايز لاررا 7–6(7–5)، 7–6(7–5)         | إيفون كافالي رييمرز آينا شافنر رييرا    | جوستين أوزجا أماندا كاريراس             | مارتا سيكسيميلو باسكوال جوستين دي سوتير ميلاني ستوك ألكساندرا نانكاراو          |
| 17 نوفمبر | سوسة، تونس ملعب صلب $10،000 قرعة المباريات الفردية والزوجية                                                  | فيكتوريا توموفا 6–3، 6–2                                       | نيكول ميليخار                           | ناتيلا دزالاميدزه ألكسندرا كوراشفيلي    | ديا هردجلاش باربارا بونيك ناتاليا أورلوفا شارلوت رومر                           |
| 17 نوفمبر | سوسة، تونس ملعب صلب $10،000 قرعة المباريات الفردية والزوجية                                                  | ناتيلا دزالاميدزه ألكسندرا كوراشفيلي 6–3، 6–1                  | ديا هردجلاش يلينا سيميتش                | ناتيلا دزالاميدزه ألكسندرا كوراشفيلي    | ديا هردجلاش باربارا بونيك ناتاليا أورلوفا شارلوت رومر                           |
| 17 نوفمبر | أنطاليا، تركيا ملعب ترابي $10،000 قرعة المباريات الفردية والزوجية                                            | كريستينا شمييدلوفا 6–3، 6–2                                    | إيرينا ماريا بارا                       | نينا أليباليك شانتال شكاملوفا           | إيكاترين جورجودزي ناتاليا كوستيتش فاليريا بروسبرى صوفيا كفاتسابايا              |
| 17 نوفمبر | أنطاليا، تركيا ملعب ترابي $10،000 قرعة المباريات الفردية والزوجية                                            | ألونا فومينا إيكاترين جورجودزي انسحاب                          | ناتاليا كوستيتش شانتال شكاملوفا         | نينا أليباليك شانتال شكاملوفا           | إيكاترين جورجودزي ناتاليا كوستيتش فاليريا بروسبرى صوفيا كفاتسابايا              |
| 24 نوفمبر | بوغوتا، كولومبيا ملعب ترابي $10،000 قرعة المباريات الفردية والزوجية                                          | فيكتوريا بوثيو 7–6(7–3)، 6–1                                   | أندريا كوخ بنفنوتو                      | يولينا مونروي آنا بروغان                | ماريا بولينا بيريز فاليري كيسينو كارلا لوسيرو ألكسندرا موروزوفا                 |
| 24 نوفمبر | بوغوتا، كولومبيا ملعب ترابي $10،000 قرعة المباريات الفردية والزوجية                                          | آنا بروغان ماريا فرناندا هيرازو 5–7، 6–4، [10–7]               | فيكتوريا بوثيو دانييلا رولدان           | يولينا مونروي آنا بروغان                | ماريا بولينا بيريز فاليري كيسينو كارلا لوسيرو ألكسندرا موروزوفا                 |
| 24 نوفمبر | شرم الشيخ، مصر ملعب صلب $10،000 قرعة المباريات الفردية والزوجية                                              | نينا ستويانوفيتش 7–6(11–9)، 6–3                                | أناستاسيا بريبلوفا                      | فوجسلافا لوكيتش نعومي توتكا             | نايومي كافاداي إليزابيث بروفِت علا أبو ذكري كلوديا جيوفين                        |
| 24 نوفمبر | شرم الشيخ، مصر ملعب صلب $10،000 قرعة المباريات الفردية والزوجية                                              | آنا مورجينا أناستاسيا بريبلوفا 6–4، 6–4                        | سنياديفي ريدي دروتي تاتشار فينوغوبال    | فوجسلافا لوكيتش نعومي توتكا             | نايومي كافاداي إليزابيث بروفِت علا أبو ذكري كلوديا جيوفين                        |
| 24 نوفمبر | آستانا، كازاخستان ملعب صلب (داخلي) $10،000 قرعة المباريات الفردية والزوجية                                   | يكاترينا ياشينا 6–3، 6–4                                       | كامِلا كيريمباييفا                       | أناستاسيا روداكوفا يوليا بريزغالوفا     | سادافموه توليبوفا بولينا نوفوسيلوفا ألبينا خابيبولينا مارجريتا لازاريفا         |
| 24 نوفمبر | آستانا، كازاخستان ملعب صلب (داخلي) $10،000 قرعة المباريات الفردية والزوجية                                   | ألبينا خابيبولينا بولينا ميرينكوفا 6–2، 6–2                    | كاميلا كيريمبايفا يكاترينا ياشينا       | أناستاسيا روداكوفا يوليا بريزغالوفا     | سادافموه توليبوفا بولينا نوفوسيلوفا ألبينا خابيبولينا مارجريتا لازاريفا         |
| 24 نوفمبر | سوسة، تونس ملعب صلب $10،000 قرعة المباريات الفردية والزوجية                                                  | ألكسندرا كوراشفيلي 6–3، 6–2                                    | مانو أركانجيولي                         | مارتينا كاريجارو صوفي أوين              | أنيتا هوساريتش كلارتجي ليبينس باربرا بونيتش كارلا تولي                          |
| 24 نوفمبر | سوسة، تونس ملعب صلب $10،000 قرعة المباريات الفردية والزوجية                                                  | أليس بالسدوتشي مارتينا كاريجارو 7–6(7–2)، 6–4                  | باربرا بونيتش ألكسندرا كوراشفيلي        | مارتينا كاريجارو صوفي أوين              | أنيتا هوساريتش كلارتجي ليبينس باربرا بونيتش كارلا تولي                          |
| 24 نوفمبر | أنطاليا، تركيا ملعب ترابي $10،000 قرعة المباريات الفردية والزوجية                                            | ريكا-لوكا جاني 6–4، 6–0                                        | إيكاترين جورجودزي                       | جانناكي ويكرينك ديانا بوزيان            | سينا هاس كاثارينا هيرينج لينا جيورشسكا شانتال شكاملوفا                          |
| 24 نوفمبر | أنطاليا، تركيا ملعب ترابي $10،000 قرعة المباريات الفردية والزوجية                                            | إيكاترين جورجودزي صوفيا كفاتسابايا 7–6(7–3)، 7–6(9–7)          | ريكا-لوكا جاني جوليا ستاماتوفا          | جانناكي ويكرينك ديانا بوزيان            | سينا هاس كاثارينا هيرينج لينا جيورشسكا شانتال شكاملوفا                          |

### ديسمبر
| الأسبوع   | البطولة                                                            | الفائزات                                                   | الوصيفات                               | المتأهلات لنصف النهائي                 | المتأهلات لربع النهائي                                                    |
| --------- | ------------------------------------------------------------------ | ---------------------------------------------------------- | -------------------------------------- | -------------------------------------- | ------------------------------------------------------------------------- |
| 1 ديسمبر  | سانتياغو، تشيلي ملعب ترابي $25،000 قرعة المباريات الفردية والزوجية | بيانكا بوتو 3–6، 7–5، 6–1                                  | فلورنسيا مولينيرو                      | لورين ألبانيز فينيسا فورلانيتو         | دليلا ياكوبوفيتش كاتالينا بيلا جايا سانيسي أليكس غواراشي                  |
| 1 ديسمبر  | سانتياغو، تشيلي ملعب ترابي $25،000 قرعة المباريات الفردية والزوجية | لورين ألبانيز أليكس غواراشي 6–4، 6–1                       | فرناندا بريتو إدواردا بياي             | لورين ألبانيز فينيسا فورلانيتو         | دليلا ياكوبوفيتش كاتالينا بيلا جايا سانيسي أليكس غواراشي                  |
| 1 ديسمبر  | ميريدا، المكسيك ملعب صلب $25،000+H قرعة المباريات الفردية والزوجية | باتريسيا ماريا تيغ 3–6، 6–3، 6–1                           | بياتريس حداد مايا                      | جينيفر برادي مارسيلا زكرياس            | ماريا سكاري ريناتا زارازوا بترا رامبري تيريزا مردجا                       |
| 1 ديسمبر  | ميريدا، المكسيك ملعب صلب $25،000+H قرعة المباريات الفردية والزوجية | تاتيانا ماريا ريناتا زارازوا 7–6(7–1)، 6–1                 | يان أبازا هسو تشيه يو                  | جينيفر برادي مارسيلا زكرياس            | ماريا سكاري ريناتا زارازوا بترا رامبري تيريزا مردجا                       |
| 1 ديسمبر  | بوغوتا، كولومبيا ملعب صلب $10،000 قرعة المباريات الفردية والزوجية  | فيكتوريا بوثيو 1–6، 6–0، 6–1                               | آنا بروغان                             | ميلينا فيريرو كارلا لوسيرو             | يوليانا مونروي آنا كاتالينا ألزات إسمرزيفا ماريا بولينا بيريز براندي مينا |
| 1 ديسمبر  | بوغوتا، كولومبيا ملعب صلب $10،000 قرعة المباريات الفردية والزوجية  | ميلينا فيريرو كارلا لوسيرو 6–4، 3–6، [12–10]               | فيكتوريا بوثيو دانييلا رولدان          | ميلينا فيريرو كارلا لوسيرو             | يوليانا مونروي آنا كاتالينا ألزات إسمرزيفا ماريا بولينا بيريز براندي مينا |
| 1 ديسمبر  | جيبوتي، جيبوتي ملعب صلب $10،000 قرعة المباريات الفردية والزوجية    | هارييت دارت 6–3، 6–2                                       | نعومي توتكا                            | وانغ شياو ماجالي كيمبن                 | ماريانا درازيتش لورا ديغمان ألكساندرا ريلي ياسمين جبافي                   |
| 1 ديسمبر  | جيبوتي، جيبوتي ملعب صلب $10،000 قرعة المباريات الفردية والزوجية    | ماجالي كيمبن فرانشيسكا ستيفنسون 7–6(9–7)، 6–3              | لورا ديغمان نعومي توتكا                | وانغ شياو ماجالي كيمبن                 | ماريانا درازيتش لورا ديغمان ألكساندرا ريلي ياسمين جبافي                   |
| 1 ديسمبر  | شرم الشيخ، مصر ملعب صلب $10،000 قرعة المباريات الفردية والزوجية    | أناستاسيا بريبيلوفا 7–5، 6–2                               | سيمونا هاينوفا                         | كلارتجي ليبينز سنهاديفي ريدي           | نايومي كافاداي كاتيا مالكوفا إليزابيث بروفِت نينا ستادلر                   |
| 1 ديسمبر  | شرم الشيخ، مصر ملعب صلب $10،000 قرعة المباريات الفردية والزوجية    | نيكولا فرانكوفا كلوديا جيوفين 7–6(7–1)، 4–6، [10–6]        | آنا مورجينا أناستاسيا بريبيلوفا        | كلارتجي ليبينز سنهاديفي ريدي           | نايومي كافاداي كاتيا مالكوفا إليزابيث بروفِت نينا ستادلر                   |
| 1 ديسمبر  | تل أبيب، إسرائيل ملعب صلب $10،000 قرعة المباريات الفردية والزوجية  | باربورا شتيفكوفا 6–2، 6–0                                  | دينيز خزانيوك                          | أوفري لانكري مارتا بايجينا             | كيرين شلومو ساراي ستيرنباخ داريا لوديكوفا آنا بوندير                      |
| 1 ديسمبر  | تل أبيب، إسرائيل ملعب صلب $10،000 قرعة المباريات الفردية والزوجية  | آنا بوندير إلكا تشوريجي 6–1، 6–3                           | آنا بوجوسلافتس إستر ماسوري             | أوفري لانكري مارتا بايجينا             | كيرين شلومو ساراي ستيرنباخ داريا لوديكوفا آنا بوندير                      |
| 1 ديسمبر  | سوسه، تونس ملعب صلب $10،000 قرعة المباريات الفردية والزوجية        | ديا هردجلاش 6–7(4–7)، 6–2، 6–1                             | مارتينا كاريغارو                       | جويا باربييري أنيتا حوساريك            | تيريزا ماليكوفا إلينا-تيدورا كادار كاتي بولتر نوريا باريزاس دياز          |
| 1 ديسمبر  | سوسه، تونس ملعب صلب $10،000 قرعة المباريات الفردية والزوجية        | ديمي شورس كيلي فيرستيج 6–3، 6–0                            | فيفيين يوهاتسوفا تيريزا ماليكوفا       | جويا باربييري أنيتا حوساريك            | تيريزا ماليكوفا إلينا-تيدورا كادار كاتي بولتر نوريا باريزاس دياز          |
| 1 ديسمبر  | أنطاليا، تركيا ملعب ترابي $10،000 قرعة المباريات الفردية والزوجية  | بيا كونينغ 7–5، 6–4                                        | لينا جورشيسكا                          | ناستجا كولار إلين بويكنز               | أماندا كاريراس سينا هاس إيفا بريموراك صوفيا كفاتسابايا                    |
| 1 ديسمبر  | أنطاليا، تركيا ملعب ترابي $10،000 قرعة المباريات الفردية والزوجية  | صوفيا كفاتسابايا شانتال شكاملوفا Walkover                  | إيكاترين جورجودزي ناستجا كولار         | ناستجا كولار إلين بويكنز               | أماندا كاريراس سينا هاس إيفا بريموراك صوفيا كفاتسابايا                    |
| 8 ديسمبر  | مريدا، المكسيك صلب 25,000$+H قرعة المباريات الفردية والزوجية       | تاتيانا ماريا 6–0، 6–3                                     | فيكتوريا رودريغيز                      | ناتاليا فيكليانتسيفا بياتريس حداد مايا | ديانا مارسنكفيتشا فاليريا سافينيخ تيريزا مردجا جينيفر برادي               |
| 8 ديسمبر  | مريدا، المكسيك صلب 25,000$+H قرعة المباريات الفردية والزوجية       | تاتيانا ماريا ريناتا زارازوا 6–4، 6–1                      | أندريا غاميز فاليريا سافينيخ           | ناتاليا فيكليانتسيفا بياتريس حداد مايا | ديانا مارسنكفيتشا فاليريا سافينيخ تيريزا مردجا جينيفر برادي               |
| 8 ديسمبر  | لكهنؤ، الهند عشبي 15,000$ قرعة المباريات الفردية والزوجية          | صوفيا شاباتافا 6–3، 6–2                                    | أناستاسيا كوماردينا                    | إميلي ويبلي سميث أنكيتا راينا          | بوفانا كالفا ناتاشا بالها مارغريتا لازاريفا إلين ألجروين                  |
| 8 ديسمبر  | لكهنؤ، الهند عشبي 15,000$ قرعة المباريات الفردية والزوجية          | أنكيتا راينا إميلي ويبلي سميث 6–2، 6–4                     | روشمي تشاكرافارتي نيدي تشيلومولا       | إميلي ويبلي سميث أنكيتا راينا          | بوفانا كالفا ناتاشا بالها مارغريتا لازاريفا إلين ألجروين                  |
| 8 ديسمبر  | جيبوتي، جيبوتي صلب 10,000$ قرعة المباريات الفردية والزوجية         | فرانشيسكا ستيفنسون 6–7(5–7)، 6–2، 6–4                      | ياسمين جيباوي                          | هارييت دارت نعومي توتكا                | نيكا كوخارشوك ماريانا درازيتش وانغ شياو إيتي ماهيتا                       |
| 8 ديسمبر  | جيبوتي، جيبوتي صلب 10,000$ قرعة المباريات الفردية والزوجية         | تيساه أندريانجافيتريمو أشمثا إيسوارامورثي 3–6، 6–1، [10–8] | ماغالي كيمبين وانغ شياو                | هارييت دارت نعومي توتكا                | نيكا كوخارشوك ماريانا درازيتش وانغ شياو إيتي ماهيتا                       |
| 8 ديسمبر  | شرم الشيخ، مصر صلب 10,000$ قرعة المباريات الفردية والزوجية         | كلارتشي ليبينس 6–7(3–7)، 6–2، 6–4                          | فوجسلافا لوكيتش                        | أغنيس بوكطا نايومي كافاداي             | أناستاسيا بريبيلوفا دروثي تاتاشار فينوجوبال يوليا فاشاتشيك سيمونا هاينوفا |
| 8 ديسمبر  | شرم الشيخ، مصر صلب 10,000$ قرعة المباريات الفردية والزوجية         | روزالي فان دير هوك إيدن سيلفا 6–4، 2–6، [10–5]             | ألكسندرا غرينتشيشينا إيكاترينا كليوفا  | أغنيس بوكطا نايومي كافاداي             | أناستاسيا بريبيلوفا دروثي تاتاشار فينوجوبال يوليا فاشاتشيك سيمونا هاينوفا |
| 8 ديسمبر  | تل أبيب، إسرائيل صلب 10,000$ قرعة المباريات الفردية والزوجية       | مارتا بايجينا 6–1، 2–6، 7–6(7–3)                           | أولغا فريدمان                          | دينيز خازانيوك آنا بوندار              | كيرين شلومو لاورا غولبي آنا بوغوسلافيتس كلوتيلد دي برناردي                |
| 8 ديسمبر  | تل أبيب، إسرائيل صلب 10,000$ قرعة المباريات الفردية والزوجية       | جوليا هيلبيت مارتا بايجينا 6–4، 6–2                        | فاليريا باتيوك كيرين شلومو             | دينيز خازانيوك آنا بوندار              | كيرين شلومو لاورا غولبي آنا بوغوسلافيتس كلوتيلد دي برناردي                |
| 8 ديسمبر  | سوسة، تونس صلب 10,000$ قرعة المباريات الفردية والزوجية             | مارتينا كارغارو 6–4، 6–0                                   | تيريزا ماليكوفا                        | جويا باربييري سارا أوتومانو            | إستيل كاسينو ديمي شورس فانيا كلاريتش كيلي فيرستيج                         |
| 8 ديسمبر  | سوسة، تونس صلب 10,000$ قرعة المباريات الفردية والزوجية             | لم تُستكمل مباريات الزوجي بسبب سوء الأحوال الجوية.          |                                        | جويا باربييري سارا أوتومانو            | إستيل كاسينو ديمي شورس فانيا كلاريتش كيلي فيرستيج                         |
| 8 ديسمبر  | أنطاليا، تركيا تراب 10,000$ قرعة المباريات الفردية والزوجية        | ميلاني ستوك 7–5، 6–4                                       | شانتال شكاملوفا                        | لينا غيورشيسكا سينا هاس                | سزابينا سزلافيكوفيكس إلين بويكينس إيرينا ماريا بارا إلكه تيل              |
| 8 ديسمبر  | أنطاليا، تركيا تراب 10,000$ قرعة المباريات الفردية والزوجية        | إيرينا ماريا بارا ديانا بوزيان 6–2، 6–4                    | ماغدالينا ستويلكوفسكا إلكه تيل         | لينا غيورشيسكا سينا هاس                | سزابينا سزلافيكوفيكس إلين بويكينس إيرينا ماريا بارا إلكه تيل              |
| 15 ديسمبر | كأس أنقرة أنقرة، تركيا صلب (داخلي) 50,000$ فردي – زوجي             | ألكسندرا كرونتش 3–6، 6–2، 7–6(8–6)                         | أكجول أمانمورادوف                      | فالنتينا إيفاكنينكو يوليا بيجيلزيمير   | جويا باربييري جولي كوين تشالا بويوكاكاتشاي يساليني بونافنتور              |
| 15 ديسمبر | كأس أنقرة أنقرة، تركيا صلب (داخلي) 50,000$ فردي – زوجي             | إيكاترين جورجودزي ناستجا كولار 6–4، 7–6(7–5)               | ألكسندرا كوراشفيلي إليتسا كوستوفا      | فالنتينا إيفاكنينكو يوليا بيجيلزيمير   | جويا باربييري جولي كوين تشالا بويوكاكاتشاي يساليني بونافنتور              |
| 15 ديسمبر | نافي مومباي، الهند صلب 25,000$ قرعة الفردي والزوجي                 | نينا ستويانوفيتش 3–6، 6–1، 6–4                             | ناتيلا دزالاميدزه                      | سيندي برغر كلوي باكيوت                 | فيرونيكا كابشاي لو جياجينغ شارمادا بالو إميلي ويبلي سميث                  |
| 15 ديسمبر | نافي مومباي، الهند صلب 25,000$ قرعة الفردي والزوجي                 | ديسبينا باباميتشايل نينا ستويانوفيتش 7–6(7–5)، 6–2         | ميابي إينووي ميكي ميامرا               | سيندي برغر كلوي باكيوت                 | فيرونيكا كابشاي لو جياجينغ شارمادا بالو إميلي ويبلي سميث                  |
| 15 ديسمبر | هونغ كونغ صلب 10,000$ قرعة الفردي والزوجي                          | ليانغ تشن 6–3، 7–5                                         | صن شوليُو                               | يوكا هيغوتشي يي كيويو                  | جاو شينيو كيم نا-ري تشيهيرو تاكاياما يو إكسياودي                          |
| 15 ديسمبر | هونغ كونغ صلب 10,000$ قرعة الفردي والزوجي                          | تشوي جي-هي كيم نا-ري 6–3، 6–2                              | نوزومي فوجيوكا مامي هاسيغاوا           | يوكا هيغوتشي يي كيويو                  | جاو شينيو كيم نا-ري تشيهيرو تاكاياما يو إكسياودي                          |
| 22 ديسمبر | بونه، الهند صلب 25,000$ قرعة الفردي والزوجي                        | أنكيتا راينا 6–2، 6–2                                      | كاتي دان                               | صوفيا شاباتافا كريستينا إيني           | أناستاسيا فاسيليفا ماجدالينا فريتش نينا ستويانوفيتش إلين ألجروين          |
| 22 ديسمبر | بونه، الهند صلب 25,000$ قرعة الفردي والزوجي                        | آنا مورجينا نينا ستويانوفيتش 7–6(9–7)، 6–4                 | أوكسانا كالاشنيكوفا أناستاسيا فاسيليفا | صوفيا شاباتافا كريستينا إيني           | أناستاسيا فاسيليفا ماجدالينا فريتش نينا ستويانوفيتش إلين ألجروين          |
| 22 ديسمبر | هونغ كونغ صلب 10,000$ قرعة الفردي والزوجي                          | يانغ زاوكسوان 6–4، 6–4                                     | تشو لين                                | تشانغ يوكسوان يان وانغ                 | شون فانغيينغ تشوي جي-هي جاو شينيو كيم نا-ري                               |
| 22 ديسمبر | هونغ كونغ صلب 10,000$ قرعة الفردي والزوجي                          | يانغ زاوكسوان يي كيويو 6–4، 6–3                            | هونج سيونغ يون كانغ سيو-كيونغ          | تشانغ يوكسوان يان وانغ                 | شون فانغيينغ تشوي جي-هي جاو شينيو كيم نا-ري                               |
| 22 ديسمبر | إسطنبول، تركيا صلب (داخلي) 10,000$ قرعة الفردي والزوجي             | يانا فيت 6–2، 6–4                                          | أولغا يانتشوك                          | أدريانا ليكاي ديا إفتيموفا             | سابينا شاريبوفا ايبك سويلو لو بروليو نيكوليتا-كاتالينا داسكاليو           |
| 22 ديسمبر | إسطنبول، تركيا صلب (داخلي) 10,000$ قرعة الفردي والزوجي             | يانا فيت أدريانا ليكاي 6–3، 6–4                            | أيلا أكسو ايبك سويلو                   | أدريانا ليكاي ديا إفتيموفا             | سابينا شاريبوفا ايبك سويلو لو بروليو نيكوليتا-كاتالينا داسكاليو           |

## الروابط الخارجية
- "10،600 لاعبة، 1135 حدثًا: جولة الاتحاد الدولي لكرة المضرب العالمية للسيدات لعام 2023 بالأرقام". الاتحاد الدولي لكرة المضرب. اطلع عليه بتاريخ 2024-01-02.
- "أجندة جولة الاتحاد الدولي لكرة المضرب العالمية للسيدات". الاتحاد الدولي لكرة المضرب. اطلع عليه بتاريخ 2024-01-02.
- الاتحاد الدولي لكرة المضرب